# María Dolores Marcos González
María Dolores Marcos González (Salamanca, 3 de gener de 1944) és una escriptora i política valenciana, diputada a les Corts Valencianes.

## Trajectòria
Llicenciada en Filosofia i Lletres, treballà com a professora d'ensenyament secundari i de 1967 a 1973 com a professora agregada d'Història Contemporània en la Universitat Autònoma de Madrid. Establerta a Alacant, s'afilià al PSPV-PSOE en 1975 i en fou candidata a les eleccions generals espanyoles de 1979, però no fou escollida. Més sort va tenir a les eleccions municipals espanyoles de 1979, en les quals fou elegida tinent d'alcalde de l'ajuntament d'Alacant.
Fou elegida diputada a les eleccions a les Corts Valencianes de 1983. Nomenada directora territorial de la Conselleria de Cultura Educació i Ciència a Alacant, va dimitir per a ser candidata del PSPV-PSOE per Alacant a les eleccions generals espanyoles de 1986, però no fou escollida. Sí que renovà mandat a les eleccions a les Corts Valencianes de 1987, i fou nomenada directora delegada de l'Institut Valencià de la Dona (1988-1990). No fou reelegida a les eleccions de 1995 i el 1997 va abandonar el PSOE.

## Obres
- La dama roja: memorias de Angelita Rodríguez (2004)[3]